# Емилия Паула Прима
Емилия Паула Прима (на латински: Aemilia Paulla) е римлянка от 2 век пр.н.е. от фамилията Емилии.

## Произход
Дъщеря е вероятно на Луций Емилий Павел Македоник (консул през 182 пр.н.е.) и Папирия Мазониз, дъщеря на Гай Папирий Мазон (консул 231 пр.н.е.). По бащина линия е внучка на Луций Емилий Павел (консул 219 и 216 пр.н.е.). Сестра е вероятно на Публий Корнелий Сципион Емилиан Африкански (консул 147 и 134 пр.н.е.), Квинт Фабий Максим Емилиан (консул 145 пр.н.е.), Емилия Терция (омъжена за юриста Марк Порций Катон Лициниан) и на Емилия Паула Секунда (омъжена за богатия Луций Елий Туберон).
Родителите ѝ се развеждат. Баща ѝ се жени отново и има още двама сина, които умират малки.